# Acte de langage
Un acte de langage (ou acte de parole) est un énoncé par lequel un locuteur produit un changement sur son environnement avec ses mots.  
La théorie des actes de langage, tenant à la philosophie du langage ordinaire, a été développée par John L. Austin dans Quand dire c'est faire (1962), puis par John Searle. Elle insiste sur le fait qu'outre le contenu sémantique d'une assertion (sa signification logique, indépendante du contexte réel), un individu peut s'adresser à un autre dans l'idée de faire quelque chose, à savoir de transformer les représentations de choses et de buts d'autrui, plutôt que de simplement dire quelque chose : on parle alors d'un énoncé performatif, par opposition avec un énoncé constatif. Contrairement à ce dernier, il n'est ni vrai ni faux.
On peut alors modéliser l'acte de langage comme n'importe quel autre type d'acte : il a un but (aussi appelé intention communicative), un prérequis, un corps (c'est-à-dire une réalisation) et un effet.
Il existe différents types d'actes de langage, que l'on catégorise généralement selon leur but : citer, informer, conclure, donner un exemple, décréter, déplorer, objecter, réfuter, concéder, conseiller, distinguer, émouvoir, exagérer, ironiser, minimiser, railler, rassurer, rectifier… L'identification de l'acte de langage conditionne largement l'interprétation du message délivré, au-delà de la compréhension de son contenu sémantique. Par exemple, la motivation de l'énoncé « J'ai appris que tu as obtenu ton diplôme » peut être de féliciter son destinataire, de s'excuser d'avoir douté de sa réussite, d'ironiser sur un succès tardif ou simplement de l'informer du fait rapporté.
Quelques travaux antérieurs à cette théorie peuvent être trouvés chez certains Pères de l'Église et philosophes scolastiques (dans le contexte de la théologie sacramentelle), ainsi que chez Thomas Reid, et C. S. Peirce [réf. nécessaire]. Adolf Reinach a quant à lui développé une théorie  assez complète des « actes sociaux » en tant qu'expressions performatives, bien que son travail n'ait eu que peu d'influence, peut-être en raison de sa mort prématurée. Roman Jakobson avait des idées similaires dans les années 1960, sous la forme de ce qu'il appelle la fonction conative du langage.

## Pragmatique et actes de langage
La pragmatique linguistique s’est largement développée sur la base de la théorie des actes de langage, qui en a constitué historiquement le creuset. La théorie des actes de langage a pour thèse principale l’idée que la fonction du langage, même dans les phrases déclaratives, est moins de décrire le monde que de faciliter des actions (« Connaître, mais connaître pour agir », selon la formule de Roger Bacon). La question est évidemment peu discutable concernant les ordres, promesses, conseils ou actes institutionnels (baptême, mariage, etc). Son développement par Searle, à la suite d’Austin qui en a été le pionnier, a influencé le développement récent de la pragmatique linguistique. La pragmatique cognitive apparue avec les travaux de Dan Sperber et Deirdre Wilson dans les années 1990, adopte une approche différente. Selon Sperber et Wilson, qui ont proposé une catégorisation grandement simplifiée des actes de langage, les énoncés performatifs sont peu fréquents, ou tout du moins l’interprétation de nombre de ces énoncés ne repose pas sur leur éventuel caractère performatif (c'est-à-dire que ces énoncés ont un sens indépendamment de l'intention de communiquer). En d'autres termes, il ne faut donc pas exagérer la portée des actes de langage.

### Les actes de langage: le fondement historique
On peut considérer que la pragmatique naît en 1955 à Harvard, lorsque John Austin y donne les conférences William James et introduit la notion nouvelle d’« actes de langage ». Ainsi, contrairement à ce que l’on pourrait croire, la pragmatique prend racine dans les travaux d’un philosophe qui s’élève contre la tradition dans laquelle il a été éduqué et selon laquelle le langage sert principalement à décrire la réalité. Austin, en opposition avec cette conception « vericonditionnaliste » de la fonction du langage, qu’il appelle, de façon péjorative, l’illusion descriptive, défend une vision beaucoup plus « opérationnaliste » selon laquelle le langage sert à accomplir des actes. Il fonde sa théorie du langage et de son usage sur l’examen de certains énoncés de forme affirmative, à la première personne du singulier de l’indicatif présent, voix active, des énoncés qui, selon Austin, en dépit de leur forme grammaticale, ne décriraient rien (et ne seraient donc ni vrais ni faux) mais correspondraient plutôt à l’exécution d’une action.
La théorie des actes de langage se fonde donc sur une opposition à « l’illusion descriptiviste » qui veut que le langage ait pour fonction première de décrire la réalité et que les énoncés affirmatifs soient toujours vrais ou faux. Selon la théorie des actes de langage, au contraire, la fonction du langage est tout autant d’agir sur la réalité et de permettre à celui qui produit un énoncé d’accomplir, ce faisant, une réaction. Dans cette optique, les énoncés ne sont ni vrai ni faux.

### Performatif vs constatif
La thèse d’Austin, dans sa première version tout au moins, s’appuie sur une distinction parmi les énoncés affirmatifs entre ceux qui décrivent le monde et ceux qui accomplissent une action.
- (1) Le chat est sur le paillasson.
- (2) Je te promets que je t’emmènerai au cinéma demain.

Les premiers sont dits constatifs, alors que les seconds sont performatifs. Les premiers peuvent recevoir une valeur de vérité : ainsi (1) est vrai si et seulement si le chat est sur le paillasson. Les seconds ne peuvent pas recevoir de valeur de vérité. Toutefois, ils peuvent être heureux ou malheureux, l’acte peut réussir ou échouer et, de même que les valeurs de vérité attribuées aux énoncés constatifs dépendent des conditions de vérité qui leur sont attachées, la félicité d’un énoncé performatif dépend de ses conditions de félicité.
Les conditions de félicité dépendent de l’existence de procédures conventionnelles (parfois institutionnelles : mariage, baptême, etc.) et de leur application correcte et complète, des états mentaux appropriés ou inappropriés du locuteur, du fait que la conduite ultérieure du locuteur et de l’interlocuteur soit conforme aux prescriptions liées à l’acte de langage accompli. Plus généralement, il y a deux conditions de succès primitives :
- le locuteur doit s’adresser à quelqu’un,
- son interlocuteur doit avoir compris ce qui lui a été dit dans l’énoncé correspondant à l’acte de parole.

### Limites de la distinction performatif/constatif
La distinction performatif/constatif, basée comme elle l’est sur la distinction entre condition de félicité et conditions de vérité, n’a pas résisté à l’examen sévère auquel Austin l’a soumis. Il a notamment remarqué qu’à côté de performatifs explicites (2), il y a des performatifs implicites (3), qui peut aussi correspondre à une promesse, mais où le verbe « promettre » n’est pas explicitement employé :
- (3) Je t’emmènerai au cinéma demain.

De plus, les constatifs correspondent à des actes de langage implicites, des actes d’assertion sont donc soumis à des conditions de félicité, comme le sont les performatifs. Enfin, ils peuvent être comparés à leur correspondant performatif explicite (4), ce qui ruine définitivement la distinction performatif/constatif :
- (4) J’affirme que le chat est sur le paillasson.

L’opposition entre conditions de félicité et conditions de vérité n’est donc pas complète (elles peuvent se combiner sur le même énoncé), et par contrecoup, l’opposition entre performatifs et constatifs n’est pas aussi tranchée qu’il y paraissait à un premier examen. Austin abandonne l'opposition  énoncés constatifs et énoncés performatifs et bâtit une nouvelle classification des actes de langage en 3 catégories :
- Les actes locutoires que l’on accomplit dès lors que l’on dit quelque chose et indépendamment du sens que l’on communique ;
- Les actes illocutoires que l’on accomplit en disant quelque chose et à cause de la signification de ce que l’on dit ;
- Les actes perlocutoires que l’on accomplit par le fait d’avoir dit quelque chose et qui relèvent des conséquences de ce que l’on a dit.

Si l’on en revient à l’exemple (2), le simple fait d’avoir énoncé la phrase correspondante, même en l’absence d’un destinataire, suffit à l’accomplissement d’un acte locutoire. En revanche, on a accompli par l’énoncé de (2) un acte illocutoire de promesse si et seulement si l’on a prononcé (2) en s’adressant à un destinataire susceptible de comprendre la signification de (2) et cet acte illocutoire ne sera heureux que si les conditions de félicité qui lui sont attachées sont remplies. Enfin, on aura par l’énonciation de (2) accompli un acte perlocutoire uniquement si la compréhension de la signification de (2) par le destinataire a pour conséquence un changement dans ses croyances : par exemple, il peut être persuadé, grâce à l’énonciation de (2), que le locuteur a une certaine bienveillance à son égard.

### Analyse des actes illocutoires
Conformément à ses doutes quant à la distinction constatif/performatif, Austin admet que toute énonciation d’une phrase grammaticale complète dans des conditions normales correspond de ce fait même à l’accomplissement d’un acte illocutoire. Cet acte peut prendre des valeurs différentes selon le type d’acte accompli et Austin distingue cinq grandes classes d’actes illocutoires :
- Les verdictifs ou actes juridiques (acquitter, condamner, décréter…) ;
- Les exercitifs (dégrader, commander, ordonner, pardonner, léguer…) ;
- Les promissifs (promettre, faire vœu de, garantir, parier, jurer de…) ;
- Les comportatifs (s’excuser, remercier, déplorer, critiquer…) ;
- Les expositifs (affirmer, nier, postuler, remarquer…).

La mort d’Austin l’a empêché de poursuivre ses travaux et le développement de la théorie des actes de langage a été poursuivi par la suite par John Searle.
Searle commence par ajouter à la théorie des actes de langage un principe fort, le « principe d’exprimabilité », selon lequel tout ce que l’on veut dire peut être dit : pour toute signification X, et pour tout locuteur L, chaque fois que L veut signifier (à l’intention de transmettre, désire communiquer…) X, alors il est possible qu’existe une expression E, telle que E soit l’expression exacte ou la formulation exacte de X.
Ce principe implique une vision de la théorie des actes de langage selon laquelle les deux notions centrales sont l’intention et la convention : le locuteur qui s’adresse à son interlocuteur a l’intention de lui communiquer un certain contenu, et le lui communique grâce à la signification conventionnellement associée aux expressions linguistiques qu’il énonce pour ce faire. La centralité des notions d’intention et de convention ne constitue pas réellement une rupture par rapport à la théorie austinienne des actes de langage : plutôt, Searle se contente d’indiquer explicitement des notions qui étaient restées davantage implicites chez Austin. L’innovation principale de Searle consiste à distinguer deux parties dans un énoncé : le marqueur de contenu propositionnel et le marqueur de force illocutoire. Si l’on revient à l’exemple (2), on voit qu’il est facile d’y distinguer, comme dans la plupart des performatifs explicites, le marqueur de contenu propositionnel : « je t’emmènerai au cinéma demain », et le marqueur de force illocutoire : « je te promets ». Si cette distinction est plus facile à appliquer aux performatifs explicites comme (2), le principe d’exprimabilité suppose néanmoins que les performatifs implicites, comme (3), sont équivalents aux performatifs explicites et que, dans cette mesure, la distinction entre marqueur de force illocutoire et marqueur de contenu propositionnel peut s’y appliquer.
Searle a également donné sa version des règles s’appliquant aux différents types d’actes de langage et sa propre taxinomie de ces différents types d’actes de langage. Cette taxinomie s’appuie sur un certain nombre de critères :
- le but de l’acte illocutoire ;
- la direction d’ajustement entre les mots et le monde – soit les mots « s’ajustent » au monde, comme dans une assertion, soit le monde « s’ajuste » aux mots, comme dans une promesse ;
- les différences dans le contenu propositionnel qui sont déterminées par des mécanismes liés à la force illocutoire : une promesse, p. ex., déterminera le contenu propositionnel de l'énoncé de telle manière que ce contenu portera sur le futur, et sur quelque chose qui est en mon pouvoir ; une excuse déterminera le contenu de sorte qu'il porte sur un événement passé, et qui a été sous mon contrôle ;
- la force avec laquelle le but illocutoire est présenté, qui dépend du degré d’explication de l’acte ou du verbe performatif employé (suggérer vs. demander);
- les statuts respectifs du locuteur et de l’interlocuteur et leur influence sur la force illocutoire de l’énoncé ;
- les relations de l’énoncé avec les intérêts du locuteur et de l’interlocuteur ;
- les relations au reste du discours ;
- les différences entre les actes qui passent nécessairement par le langage (prêter serment) et ceux qui peuvent s’accomplir sans (remercier, p. ex. en envoyant des fleurs) ;
- la différence entre les actes institutionnels et ceux qui ne le sont pas ;
- l’existence ou non d’un verbe performatif correspondant à l’acte illocutoire ;
- le style de l’accomplissement de l’acte.

Cet ensemble un peu hétéroclite de critères permet à Searle de dégager cinq classes majeures d’actes de langage, classification basée principalement sur les quatre premiers critères :
- les assertifs [représentatifs] (assertion, affirmation…) ; les mots s'ajustent au monde ;
- les directifs (ordre, demande, conseil…) ; le monde s'ajuste aux mots ;
- les promissifs (promesse, offre, invitation…) ; le monde s'ajuste aux mots ;
- les expressifs (félicitation, remerciement…) ; pas de direction d'ajustement ;
- les déclaratifs (déclaration de guerre, nomination, baptême…) ; direction d'ajustement double (mots - monde / monde - mots).

Pour en finir avec l’impact de la théorie searlienne des actes de langage, les tentatives actuelles de formalisation de la théorie des actes de langage s’appuient sur les travaux de Searle.

## Critique de la pragmatique linguistique

### Hypothèse performative et perfomadoxe
Sur la base du principe d’exprimabilité, un linguiste du courant de la sémantique générative, John R. Ross, a proposé en 1970 une hypothèse qui a rencontré une fortune certaine sous l’appellation d’hypothèse performative. L’hypothèse performative consiste à traiter les performatifs implicites (3), comme équivalents aux performatifs explicites (2)
- (2) Je te promets que je t’emmènerai au cinéma demain.
- (3) Je t’emmènerai au cinéma demain.

Plus précisément, dans le cadre de la distinction générativiste entre structure de surface et structure profonde, l’hypothèse performative consiste à supposer qu’un énoncé qui a (3) comme structure de surface partage néanmoins la même structure profonde qu’un énoncé qui a (2) comme structure de surface. En d’autres termes, tout énoncé a dans sa structure profonde une préface performative (je promets que, j’ordonne que, j’asserte que…), que cette préface performative soit explicitement exprimée (qu’elle appartienne à sa structure de surface) ou qu’elle ne le soit pas. Cette hypothèse avait l’avantage, ce qui explique le retentissement qu’elle a eu, de donner une base plus sûre à la distinction searlienne entre marqueur de force illocutoire et marqueur de contenu propositionnel : la préface performative, présente dans tous les énoncés par hypothèse, correspondait au marqueur de force illocutoire.
Cependant l’hypothèse performative s’est heurté à une objection de fond, le perfomadoxe. Il consiste à faire remarquer que, dans la mesure où la structure profonde d’une phrase correspond à son analyse sémantique (sa forme logique) et aux conditions de vérité de la phrase en question, l’hypothèse performative conduit à un paradoxe pour la plupart des assertions. Selon l’hypothèse performative en effet, une phrase comme (1) a la même structure profonde qu’une phrase comme (4), elles seraient donc identiques. En d’autres termes, on ne pourrait plus dire que (1) est vraie si et seulement si le chat est sur le paillasson, mais on devrait dire que (1) est vraie si et seulement si j’affirme que le chat est sur le paillasson. Or, il va de soi que la vérité de (1) ne dépend pas du fait que le locuteur affirme quoi que ce soit, mais dépend bien du fait que le chat soit sur le paillasson. L’hypothèse performative a donc pour conséquence d’imposer pour tous les énoncés une préface performative qui :
- soit ne doit pas être interprétée sémantiquement (pour ne pas générer de conditions de vérité incorrectes), mais dès lors la phrase n’est pas interprétable ;
- soit doit être interprétée sémantiquement (pour que la phrase soit interprétable), mais dès lors la phrase se voit attribuer des conditions de vérité incorrectes.

Ces deux conséquences étant inacceptables, l’auteur du performadoxe, William G. Lycan, en conclut que l’hypothèse performative doit être abandonnée.

### Approche cognitiviste de Sperber et Wilson
La pragmatique linguistique s’est développée sur la base du rejet par Austin de « l’illusion descriptive », la thèse - admise par le sens commun - selon laquelle le langage sert à décrire la réalité. Austin, et Searle à sa suite, lui ont substitué une autre thèse, celle selon laquelle la fonction principale du langage est d’agir sur le monde plutôt que de le décrire. L’idée selon laquelle tout énoncé d’une phrase grammaticale complète correspond de ce fait même à un acte illocutoire a pour corollaire la nécessité d’identifier, pour chaque énoncé, sa force illocutoire, qui est une partie indispensable de son interprétation. La pragmatique linguistique, qui partait de la théorie des actes de langage, a eu tendance à insister sur « l’aspect conventionnel et codique du langage » et à ignorer sa « sous-détermination ». Face à un énoncé, en effet, la théorie des actes de langage, à cause notamment du principe d’exprimabilité, admet que l’interprétation se fait essentiellement de façon conventionnelle. Les dix à quinze dernières années ont cependant vu l’émergence d’un courant pragmatique cognitiviste, qui, à la suite de l’école générative, voit dans le langage d’abord un moyen de description de la réalité (et seulement accessoirement un moyen d’action), et qui insiste sur la sous-détermination langagière et sur l’importance de processus inférentiels dans l’interprétation des énoncés. Cette nouvelle approche des problèmes pragmatiques, la théorie de la pertinence, a maintenant largement droit de cité et ses auteurs, Dan Sperber et Deirdre Wilson, ont mis en cause un certain nombre des principes sous-jacents à la théorie des actes de langage.
Outre le principe d’exprimabilité, dont les difficultés rencontrées par l’hypothèse performative indiquent les limites, Sperber et Wilson mettent en cause la pertinence même des classifications des actes de langage proposées par Austin et par Searle. Ils remarquent, à juste titre, que si la détermination d’une force illocutoire précise est tout à la fois possible (et nécessaire) dans certains cas, dans de nombreux autres cas, elle est très difficile, pour ne pas dire impossible, et ne paraît pas indispensable à l’interprétation d’un énoncé. Ainsi, dans l’exemple (5), on ne sait pas très bien si cet énoncé correspond à un acte de promesse, de prédication ou de menace et il ne semble effectivement pas que déterminer s’il s’agit de l’un ou de l’autre soit indispensable à l’interprétation de (5) :
- (5) Il pleuvra demain

La suggestion de Sperber et Wilson est de réduire drastiquement les classes d’actes de langage à trois classes qui peuvent être repérées linguistiquement (via le lexique ou la syntaxe) à savoir les actes de « ‘dire que’, de ‘dire de’ et de ‘demander si’ » :
- les actes de ‘dire que’ correspondent grossièrement aux phrases déclaratives et notamment aux assertions, aux promesses, aux prédictions… ;
- les actes de ‘dire de’ correspondent grossièrement aux phrases impératives, aux ordres, aux conseils… ;
- les actes de ‘demander si’ correspondent aux phrases interrogatives et plus généralement aux questions et aux demandes d’information.

On pourrait objecter à cette approche qu’elle ne prend pas en compte les actes institutionnels. Sperber et Wilson anticipent cette objection et y répondent par avance en soulignant que les règles qui régissent les actes institutionnels (le baptême, le mariage, la condamnation, l’ouverture de séance, les annonces au bridge…) ne sont ni des règles linguistiques, ni des règles cognitives, mais relèvent davantage d’une étude sociologique et que les actes institutionnels peuvent entrer dans la première grande classe, celle de ‘dire que’. Reste une objection possible à cette approche : on pourrait penser qu’elle implique une nouvelle version du performadoxe. Si, en effet, on admet qu’un énoncé comme (1) est équivalent à ‘Je dis que le chat est sur la paillasson’, il est bien évident que cette interprétation aura les mêmes conséquences que l’hypothèse performative, celle de produire des conditions de vérité incorrectes pour (1). Pour éviter cette objection, il faut admettre que l’attribution de la force illocutoire passe par un processus pragmatique qui livre, non l’interprétation sémantique complète de l’énoncé, mais un enrichissement de cette interprétation qui n’intervient pas dans la détermination des conditions de vérité de l’énoncé.

## Anthropologie et actes de langage
De nombreux anthropologues se sont intéressés aux actes de langage, principalement aux États-Unis dans la mouvance de l'ethnographie de la communication de Dell Hymes et J. Gumperz, cherchant à prendre en compte toutes les dimensions sociales et sociologiques du langage en tant qu'action.
S. J. Tambiah fut l'un des premiers à reprendre la théorie des actes de langage pour analyser le « pouvoir magique des mots » dans les rituels, ce qui permit de mieux expliciter les analyses B. Malinowski sur les effets du langage. Par la suite, la théorie des actes de langage est tellement employée dans les méthodologies des anthropologues linguistes américains qu'elle devient incontournable, notamment parmi les théories fondatrices du second paradigme de l'anthropologie linguistique retracé historiquement par Alessandro Duranti. 
En France, la théorie des actes de langage n'a pas rencontré un aussi fort engouement qu'aux États-Unis, mais certains ethnolinguistes (G. Calame Griaule, J.M.C. Thomas) et anthropologues (P.-Y. Jacopin, D. Buchillet, B. Masquelier) ont reconnu son importance ou l'ont utilisé dans leurs recherches de terrain dès les années 1970. Aujourd'hui, les aspects performatifs des actes de langage intéressent particulièrement les anthropologues qui travaillent sur des genres de parole particuliers (proverbes, narrations, conversations, incantations, joutes verbale), les dimensions pragmatiques du langage situé, les situations d'interaction ou d'interlocution, les rituels du dialogue, les formes d'échange verbales et non verbales, ou encore l'agentivité,.